# Vincent C.
 (juillet 2019).
Si vous disposez d'ouvrages ou d'articles de référence ou si vous connaissez des sites web de qualité traitant du thème abordé ici, merci de compléter l'article en donnant les références utiles à sa vérifiabilité et en les liant à la section « Notes et références ».
Vincent Côté-Morency, plus connu sous le nom de Vincent C., est un illusionniste et humoriste québécois né le 18 juin 1981 à Laval.

## Biographie

### Début
Il acquiert une grande notoriété lors du festival Juste pour rire en 2009 lorsqu'il reçoit une Mention d'honneur : Révélation Juste pour Rire.

### Télévision
Depuis ce jour il participe a bon nombre d'émissions de télévision et de radio dont Ricardo (SRC), Fan Club (VRAK), Bar Ouvert (Télé-Québec), Cap sur l'été (SRC), Pénélope (SRC), Salvail (V), La soirée est (encore) jeune (Artv), Salut, Bonjour! (TVA), Ça finit bien la semaine (TVA), Le Ti-Mé Show (SRC), Vlog (TVA), Curieux Bégin (Télé-Québec), Pilote Académie (RDS), Prière de ne pas envoyer de fleurs (SRC), La guerre des clans (V), Juste pour Rire en Direct (TVA), Gala Grand Rire (SRC), Deux hommes en or (Télé-Québec), Atomes crochus (V), Génial (Télé-Québec), Aubaine et cie (V), Gala Juste pour Rire (TVA), Truc et cie (V), Gala ComediHa! (SRC), Sucré Salé (TVA), Médium large (SRC Première), Isabelle Maréchal (98,5 FM), ÉNERGIE (94,3 FM), Fort Boyard (France 2).
Entre 2010 et 2013, il participe régulièrement à l'émission quotidienne Un gars le soir sur les ondes de V, animé par Jean-François Mercier, en tant que collaborateur.
En 2014 et 2015, il devient le nouveau magicien de l'émission Fort Boyard, s'installant dans la vigie, lieu auparavant occupé par le Père Fouras.
En 2015, il présente une série d'émissions magie en dix épisodes intitulée Piégé avec Vincent C, diffusée à MusiquePlus et rediffusée sur le réseau V.

### Scène
2013 fut une année de changement, il est l'une des têtes d'affiche du Komedy Majic Chow, spectacle avec Arturo Brachetti mise en scène par Serge Denoncourt. Après avoir fait une trentaine de représentations à la salle Pierre-Mercure à Montréal, le spectacle a connu un grand succès en France, en Suisse et en Belgique. Le spectacle a fait résidence à Paris au Théâtre du Gymnase Marie-Bell pour 220 spectacles. Puis en 2014, le spectacle s'est établie au Théâtre du Palais-Royal pour une centaine de représentations avant de partir en tournée dans toute la francophonie.

### Reconnaissance
Pendant cette même période, en octobre 2014, il est le premier québécois à recevoir un Mandrake d'or, considéré comme l'Oscar de la magie. Octobre 2016, il se voit décerner un 2e Mandrake d'or, ce qui fait de lui le seul magicien au monde à en remporter deux dans un si court laps de temps.

### Premier one-man show
Le 3 novembre 2015, Vincent C sort son premier One-man-show intitulé Magicien pour Adultes, avec la direction artistique de Serge Denoncourt. Le spectacle est acclamé par les critiques qui qualifient le spectacle d'excellent divertissement, original, drôle, déjanté, bref, unique en son genre. Un spectacle très drôle qui se moque un peu de la magie. Sommes-nous maître de nos choix? C'est ce que le spectacle propose en alliant humour, magie et même parfois la divulgation de certains secrets. Ce même spectacle fut en nomination au Gala Les Olivier 2016 pour Spectacle de l'année et Mise en scène de l'année. Il est ensuite en tournée à travers le Québec et l'Europe francophone.

### Vidéos virales
Novembre 2016 sa vidéo virale, Vincent C l'ampoule au cul, atteint plus de 25 millions de vues sur Facebook.
Il récidive en janvier 2017 avec une autre vidéo virale, Vincent C pète le feu, qui atteint les 12 552 669 de vues sur Facebook.

### Carrière internationale
En 2017, Vincent C. donne une série de 53 spectacles à l'Apollo Théâtre de Paris. La même année, il participera à la 12e saison de La France a un incroyable talent et ira jusqu'en demi-finale. Il tourne aussi un spécial télé de 90 minutes pour la chaine française Comédie plus : Les Paris de Vincent C. Depuis 2018, il est un artiste récurrent sur l'émission Le Plus Grand Cabaret du Monde animé par Patrick Sébastien.

## Prix et nominations
- 2009 : Mention d'honneur : Révélation Juste pour Rire
- 2014 : Mandrake d'or
- 2016 : Mandrake d'or
- 2016 : 2 Nominations au Gala les Oliviers : Spectacle de l'année et Mise en scène de l'année